# Conty
Conty – miejscowość i gmina we Francji, w regionie Hauts-de-France, w departamencie Somma.
Według danych na rok 1990 gminę zamieszkiwało 1541 osób, a gęstość zaludnienia wynosiła 65 osób/km² (wśród 2293 gmin Pikardii Conty plasuje się na 179. miejscu pod względem liczby ludności, natomiast pod względem powierzchni na miejscu 46.).
Od senioratu Conty pochodzi nazwa książąt Conti, bocznej linii Burbonów.
W miejscowości znajdował się zamek (fr. Château de Conty), który został zburzony w 1589 po zdobyciu przez Ligę katolicką.
W pobliżu miejscowości leży wybudowany w stylu Ludwika XIII zamek Wailly (fr. Château de Wailly), który należał do domu de Croÿ d'Havré.
Na południe od miejscowości położony jest zamek Luzières (fr. Château de Luzières) wybudowany w stylu neoklasycystycznym w latach 1770-1793. 

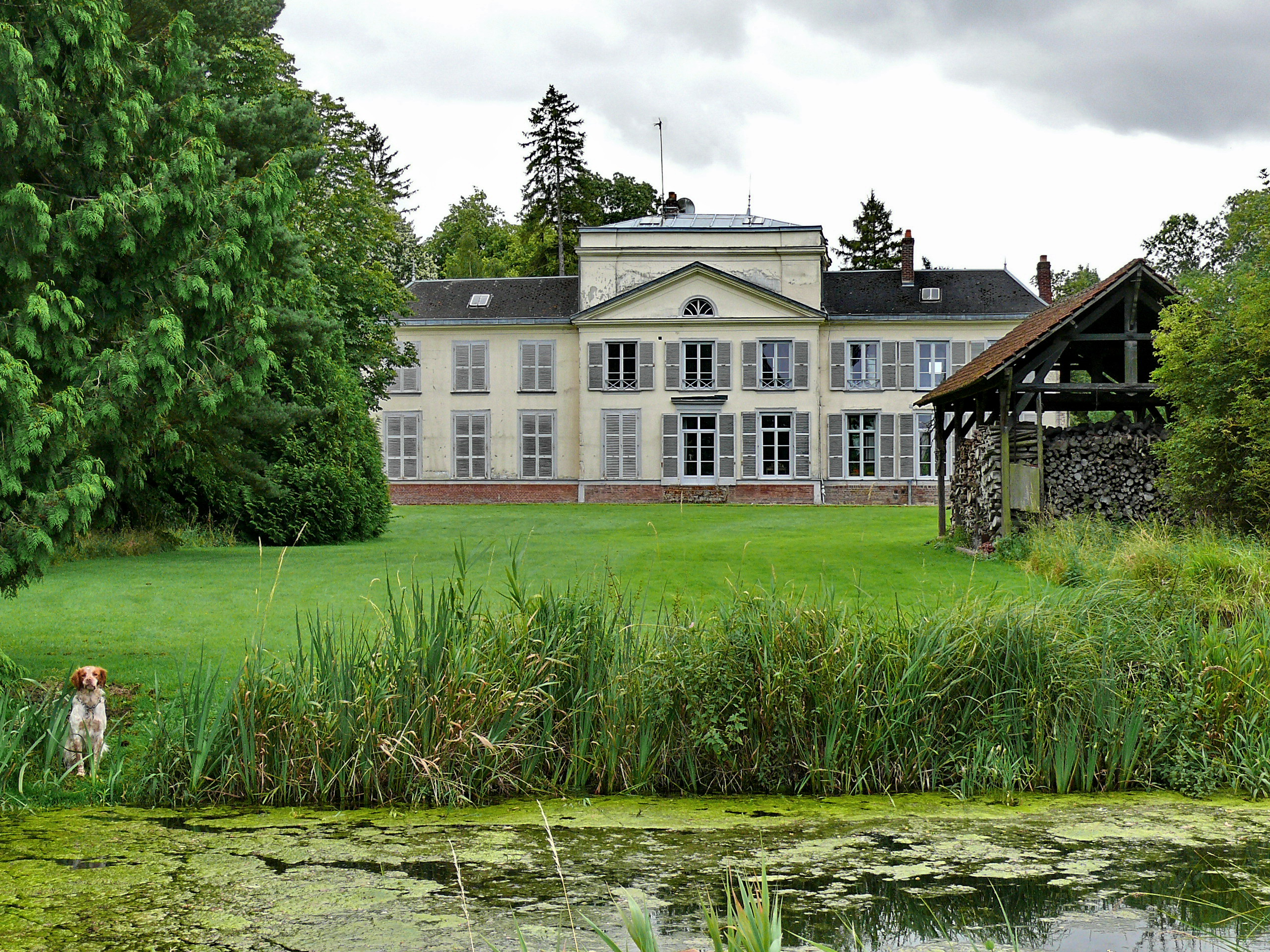
Zamek Luzières